# Mal di pietre
Mal di pietre è un libro del 2006 scritto da Milena Agus. Si tratta di un romanzo breve che affronta i temi della scrittura, della diversità e della ricerca dell'amore, una quête che percorre tutta una biografia e che in alcuni passi si distingue per una sua dimensione erotica abbastanza pronunciata. 
Dal romanzo è stato tratto il film francese omonimo presentato al Festival di Cannes 2016.

## Storia editoriale
Mal di pietre è stato finalista nel 2007 al premio Strega, al premio Campiello e al premio Stresa di Narrativa.
La traduzione in francese, Mal de pierres, ottenne un notevole successo e portò l’autrice ad un alto grado di notorietà. In seguito, sulla scia dell’affermazione sul mercato francofono, anche la versione originale in italiano si impose come best seller, tanto che ne fu prodotto anche un audiolibro interpretato da Margherita Buy.

## Ambientazione
La vicenda è ambientata principalmente in Sardegna, soprattutto a Cagliari, e si concentra in prevalenza sulla seconda metà del Novecento. Lo sfondo storico tracciato con maggior chiarezza è però quello della seconda guerra mondiale; gli avvenimenti successivi, oggetto di riferimenti indiretti o anche solo telegrafici, sono l’emigrazione dei meridionali verso il Nord Italia, il boom economico, l’assassinio di John Fitzgerald Kennedy, la conquista della luna e la guerra in Iraq.

## Procedimento narrativo
La ricostruzione della fittizia biografia familiare e della nonna avviene ad opera della nipote, che funge da narratrice. La nipote si serve della sua esperienza diretta, di informazioni raccolte dai parenti e di una immaginaria fonte autografa, un quaderno nero dai bordi rossi con testi scritti dalla nonna, documento che viene ritrovato per caso e salvato dalla distruzione. In quest'ultimo caso, si tratta di una classica finzione letteraria dal sapore manzoniano.

## Trama
Per la nonna arriva il momento di cercare un marito, ma la donna perde l’interesse di diversi pretendenti e progredisce con l'età fino al momento in cui la famiglia cerca di correre ai ripari e per caso si rende conto che a mettere in fuga i fidanzati sono delle lettere poetiche: in queste missive, la giovane si rivolge direttamente ai potenziali mariti esponendo delle fantasie passionali di cui non è dato sapere, ma che di certo mettono in forte imbarazzo i destinatari che finiscono per battere in ritirata uno dopo l'altro.
Infine, la famiglia decide di sposare la nonna ormai più che trentenne ad un signore cagliaritano che ha perso la moglie durante un bombardamento degli Alleati della seconda guerra mondiale. La nonna si dichiara contraria al matrimonio, facendo presente che tra i due non c’è amore; il futuro marito (nonno) dal canto suo non si scompone affatto, ma fa capire alla nonna che la mancanza di amore non costituirà affatto un problema. Del resto, dopo le nozze, per molto tempo tra i due non si instaura alcuna vita sessuale; ad un certo punto la nonna, conscia del fatto che il marito frequenta i bordelli, gli propone di produrre lei stessa i servizi di cui egli usufruisce abitualmente nelle case chiuse. La proposta viene accettata e il denaro risparmiato sarà peraltro di aiuto per restaurare la casa del nonno a Cagliari, che era stata danneggiata durante la guerra, e dove la coppia più in là andrà a stabilirsi. 
Afflitta da "mal di pietre", i calcoli renali, la donna non riesce a diventare madre, sicché intorno al 1950 le viene prescritta una cura termale nel Continente. Agli stabilimenti, la nonna, ormai quarantenne, conosce il "Reduce": si tratta di un uomo che ha vissuto l’esperienza dei combattimenti bellici e conosciuto la prigionia in un campo di prigionia nazista. Rimasto senza una gamba, si reca alle terme per liberarsi anche lui dai calcoli renali. Accade così che i due intrecciano un rapporto. Tra l'altro, il Reduce insegna alla donna a formulare meglio i suoi pensieri scritti e lei, dal canto suo, annota i suoi sforzi letterari in un quaderno nero dai bordi rossi.
Nove mesi dopo la cura, dopo il ritorno in Sardegna, nasce il figlio della nonna, dunque il padre della narratrice: come il Reduce, si tratta di una persona che nutre un intenso amore per la musica. 
In seguito, la famiglia si reca a Milano per rendere visita alla sorella della nonna emigrata da tempo, ma resta assai imbarazzata quando la vede condurre una vita di stenti: infatti, credendo alle lettere arrivate da Milano, il nonno e la nonna avevano pensato che i parenti nella metropoli lombarda conducessero una vita agiata. In quel frangente, la relazione tra la nonna e il Reduce, terminata dopo le cure termali, si riaccende prepotentemente nella memoria della nonna, la quale sa che le tracce del suo amato conducono proprio a Milano. Animata dalla passione e dai ricordi, la donna lo cerca in tutti i modi fin tanto che dura il soggiorno milanese, ma non riesce a trovarlo e dopo il ritorno a Cagliari la vita di tutti i giorni ricomincia.
Successivamente, si sposa il figlio della nonna (papà); nasce quindi, durante gli anni settanta la narratrice stessa, la quale instaura con sua nonna una sorta di rapporto privilegiato.
Dopo la morte della nonna, la nipote viene a sapere che i bisnonni l'avrebbero voluta internare in un manicomio, ma che in seguito non se ne era fatto niente, sicché ella era stata maritata al nonno. Al momento di ristrutturare la casa abitata dai nonni della narratrice, gli operai ritrovano il quaderno nero della nonna; si trovava nascosto in una parete e viene consegnato alla giovane, che lo vede per la prima volta: è appunto in queste pagine che la nonna aveva annotato le sue memorie e i suoi sforzi letterari. Allegata al quaderno, si trova una lettera del Reduce, scritta dopo il soggiorno termale: egli ringrazia la nonna di avergli messo a disposizione quello scritto, di averlo letto come da lei richiesto e di averlo apprezzato molto. Commosso ed imbarazzato, aggiunge di essere quasi dispiaciuto che quell'amore, inventato dalla nonna, non ci sia mai stato nella vita reale; conclude poi esortandola a continuare a scrivere e a non credere a chi sostiene che sia pazza.

## Personaggi
Il personaggio centrale è indubbiamente quello della nonna, di cui viene esposta l’intera biografia: la protagonista è fin da piccola considerata diversa dalle sue sorelle, e sin da giovane è criticata dalla famiglia e poco accettata dalla società, sia per il fatto che l'attività della scrittura all'epoca era riservata piuttosto agli uomini, sia per l'approccio disinibito della donna nei confronti dell’erotismo. Anche le sue ripetute crisi di disperazione della nonna giocano un ruolo non indifferente. 
In età adulta spesso si sente sola in seno alla famiglia che ha fondato insieme al marito, il nonno. Comunque, con gli anni la protagonista si rende conto gradualmente che il suo matrimonio, seppur combinato, avrebbe potuto essere meglio accettato e goduto di quanto la nonna non abbia veramente fatto, usufruendo ad esempio della sempre più amorevole dedizione del nonno (che alla fine pare addirittura innamorarsi della moglie).
I personaggi in genere non hanno nome, ma sono definiti in base al loro grado di parentela con la narratrice (io), la nipote della nonna: tra questi si ricordano il nonno, mia madre, mio padre. Fanno eccezione principalmente il Reduce, un personaggio chiave anche se non fa parte della famiglia, e l'altra nonna della narratrice, Lia, caratterizzata per il suo ostinato e in fin dei conti controproducente bisogno di mettere in perfetto ordine tutte le faccende familiari: si tratta di un personaggio per tutti i versi di carattere opposto a quello della nonna paterna.

## Stile
L’autrice fa uso del sardo nel citare il discorso diretto in bocca ai ceti popolari. Il titolo stesso del libro è un calco linguistico dal sardo, nel quale la parola mal di pietre (mali de is perdas) indica appunto i calcoli. 
Lo stile piano e scorrevole del romanzo si distingue il più delle volte per una sintassi volutamente piatta e senza fronzoli. Questa scelta è giustificata dallo stile con cui vengono esposti i contenuti, caratterizzati da una vaporosità e quasi esagerata naturalezza: sono infatti questi i toni con cui vengono esposte anche le situazioni più tragiche. Il tutto si introduce a sua volta nella linea editoriale della casa editrice nottetempo, che si propone di pubblicare libri di carattere accattivante (si pensi al finale a sorpresa), ma anche leggero tanto a livello di stile e contenuti, quanto a livello di veste tipografica.

## Legami intertestuali
Tanto i personaggi quanto altri elementi del libro lasciano trasparire alcuni possibili riferimenti ad elementi narrativi presenti anche nel famoso Va' dove ti porta il cuore (per esempio quello della donna che supera senza successo l'età ideale per sposarsi, della stesura delle memorie in un quaderno e quello delle cure termali). Altri riferimenti sono diretti all'opera di Grazia Deledda, mentre lo stile colloquiale e asciutto si avvicina a quello di Lessico famigliare.

## Edizioni
- Milena Agus, Mal di pietre, edizioni Nottetempo, ISBN 88-7452-095-6.
- Margherita Buy, Mal di pietre, Emons Edizioni, 2007, ISBN 9788895703053.